# Liên Hoa, Phù Ninh
Liên Hoa là một xã thuộc huyện Phù Ninh, tỉnh Phú Thọ, Việt Nam.
Xã Liên Hoa có diện tích 9,39 km², dân số năm 2019 là 5988 người, mật độ dân số đạt 924 người/km².
Số Thôn Đội : 9 Khu < từ thôn đội 1 đến thôn đội 9> nằm trải đều từ phía tây Bắc - Tây Nam theo hướng vòng cung )
Được nhận danh hiệu nông thôn mới năm 2019.
```
Ngành nghề địa phương : trồng trọt đặc biệt là cây sắn và cây chè 
chăn nuôi lợn ,gà, tằm , ong mật , chim bồ câu , trâu bò. 
```

Giao thông : Đông bắc nối với huyện Sơn Dương ( tỉnh Tuyên Quang ) qua sông Lô.
Tây nam giáp với Xã Tiên Phú , xã Trạm Thản.
Hướng Nam giáp với xã Trung Giáp
Hướng tây giáp với xã Phú Mỹ.